# Gutierre de Cetina

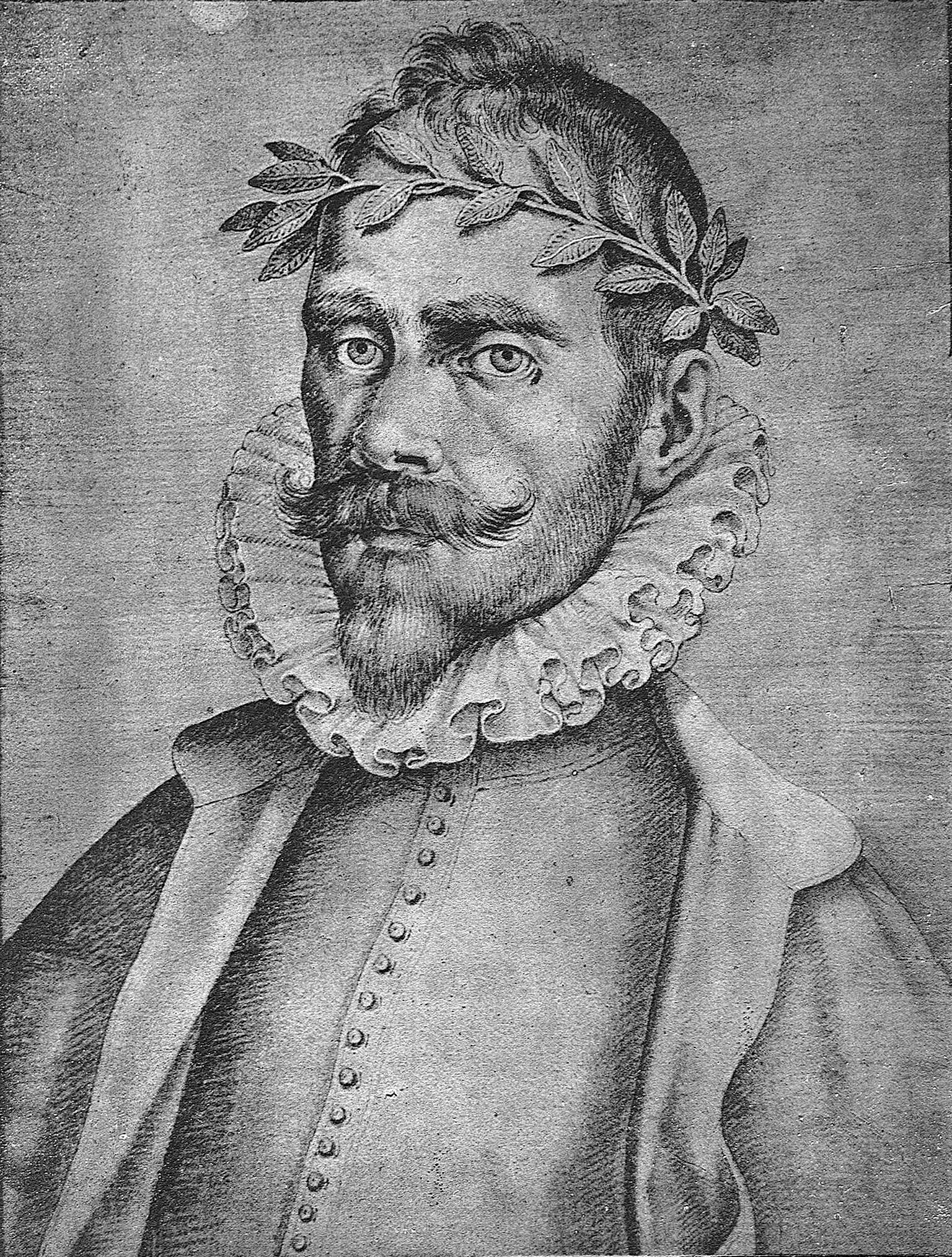
Gutierre de Cetina (ca. 1599) por Francisco Pacheco.

Gutierre de Cetina (Sevilha, 1520 – México, 1554), foi um poeta do Renascimento e do Século de Ouro espanhol.
De família nobre e abastada, viveu um longo tempo na Itália, onde foi soldado sob as ordens de Carlos I. Neste país entrou em contanto com a lírica de Petrarca que seria muito influente em sua obra; leu Luigi Tansillo, Ludovico Ariosto, Pietro Bembo, mas sua poesia foi fundamentalmente inspirada na do toscano Francesco Petrarca, na do valenciano Ausiàs March e na do toledano Garcilaso de la Vega. Passou muito tempo na corte do príncipe de Acoli, ao qual dedicou muito poemas, e frequentou também Luís de Leyva e o insigne humanista e poeta Diego Hurtado de Mendoza. Adotou a alcunha pastoril de Vandalio e compôs um cancioneiro petrarquista a uma bela mulher chamada Laura Gonzaga. A ela está dedicado o famoso madrigal recorrente nas antologias de poesia em castelhano:
Ojos claros, serenos,
si de un dulce mirar sois alabados,
¿por qué si me miráis, miráis airados?